# Nicodème Anani Barrigah-Benissan
Nicodème Anani Barrigah-Benissan (Ouagadougou, 19 maggio 1963 – Lomé, 4 agosto 2024) è stato un arcivescovo cattolico togolese.

## Biografia
Nacque il 19 maggio 1963 ad Ouagadougou, nel Burkina Faso, da genitori togolesi ma in tenera età si trasferì con la famiglia a Lomé, nel Togo.

### Formazione e ministero sacerdotale
Dopo aver completato gli studi di filosofia e teologia nel seminario maggiore di san Gall di Ouidah fu ordinato sacerdote l'8 agosto 1987 dall'arcivescovo Robert-Casimir Tonyui Messan Dosseh-Anyron nella cattedrale di Atakpamé.
Successivamente conseguì la licenza in teologia ad Abidjan, mentre presso la Pontificia Università Urbaniana conseguì la licenza in teologia biblica e il dottorato in diritto canonico.
Nel 1993 entrò nella Pontificia accademia ecclesiastica.
Dal 1997 fu impiegato presso il servizio diplomatico della Santa Sede: fu inviato in diverse nunziature, tra le quali in Ruanda, El Salvador, Costa d'Avorio e Israele.

### Ministero episcopale

Stemma da vescovo

Il 9 gennaio 2008 papa Benedetto XVI lo nominò vescovo di Atakpamé.
Ricevette l'ordinazione episcopale il 9 marzo successivo dal cardinale Peter Turkson, co-consacranti l'arcivescovo emerito di Lomé Philippe Fanoko Kossi Kpodzro e il vescovo emerito di Atakpamé Julien Mawule Kouto.
All'interno della Conferenza Episcopale del Togo fu presidente del consiglio episcopale "Giustizia e pace" e della commissione "Verità, giustizia e riconciliazione".
Il 23 novembre 2019 papa Francesco lo nominò arcivescovo metropolita di Lomé. Prese possesso dell'arcidiocesi l'11 gennaio 2020. Rimase amministratore apostolico di Atakpamé fino al 7 gennaio 2023.
Appassionatosi di musica durante la sua missione presso la nunziatura della Costa d'Avorio, produsse il suo primo disco di canti religiosi, intitolato "Padre perdonaci". Scrisse e compose oltre cento canzoni, raccolte in sei album, la maggior parte delle quali furono a tema religioso, ma alcune anche laiche, ed esibendosi anche in concerto, alla voce e alla chitarra.
Morì il 4 agosto 2024 a Lomé a causa di un cancro all'età di 61 anni. In seguito ai funerali celebrati il 7 settembre successivo dall'amministratore apostolico Isaac Jogues Agbémenya Kodjo Gaglo, venne sepolto all'interno della cattedrale del Sacro Cuore.

## Genealogia episcopale e successione apostolica
La genealogia episcopale è:
- Cardinale Scipione Rebiba
- Cardinale Giulio Antonio Santori
- Cardinale Girolamo Bernerio, O.P.
- Arcivescovo Galeazzo Sanvitale
- Cardinale Ludovico Ludovisi
- Cardinale Luigi Caetani
- Cardinale Ulderico Carpegna
- Cardinale Paluzzo Paluzzi Altieri degli Albertoni
- Cardinale Gaspare Carpegna
- Cardinale Fabrizio Paolucci
- Cardinale Francesco Barberini
- Cardinale Annibale Albani
- Cardinale Federico Marcello Lante Montefeltro della Rovere
- Vescovo Charles Walmesley, O.S.B.
- Vescovo William Gibson
- Vescovo John Douglass
- Vescovo William Poynter
- Vescovo Thomas Penswick
- Vescovo John Briggs
- Arcivescovo William Bernard Ullathorne, O.S.B.
- Cardinale Henry Edward Manning
- Cardinale Herbert Vaughan
- Cardinale Francis Alphonsus Bourne
- Arcivescovo Richard Downey
- Arcivescovo William Thomas Porter, S.M.A.
- Arcivescovo John Kodwo Amissah
- Arcivescovo Dominic Kodwo Andoh
- Cardinale Peter Turkson
- Arcivescovo Nicodème Anani Barrigah-Benissan

La successione apostolica è:
- Vescovo Moïse Messan Touho (2022)